# Carl Johannes Fuchs

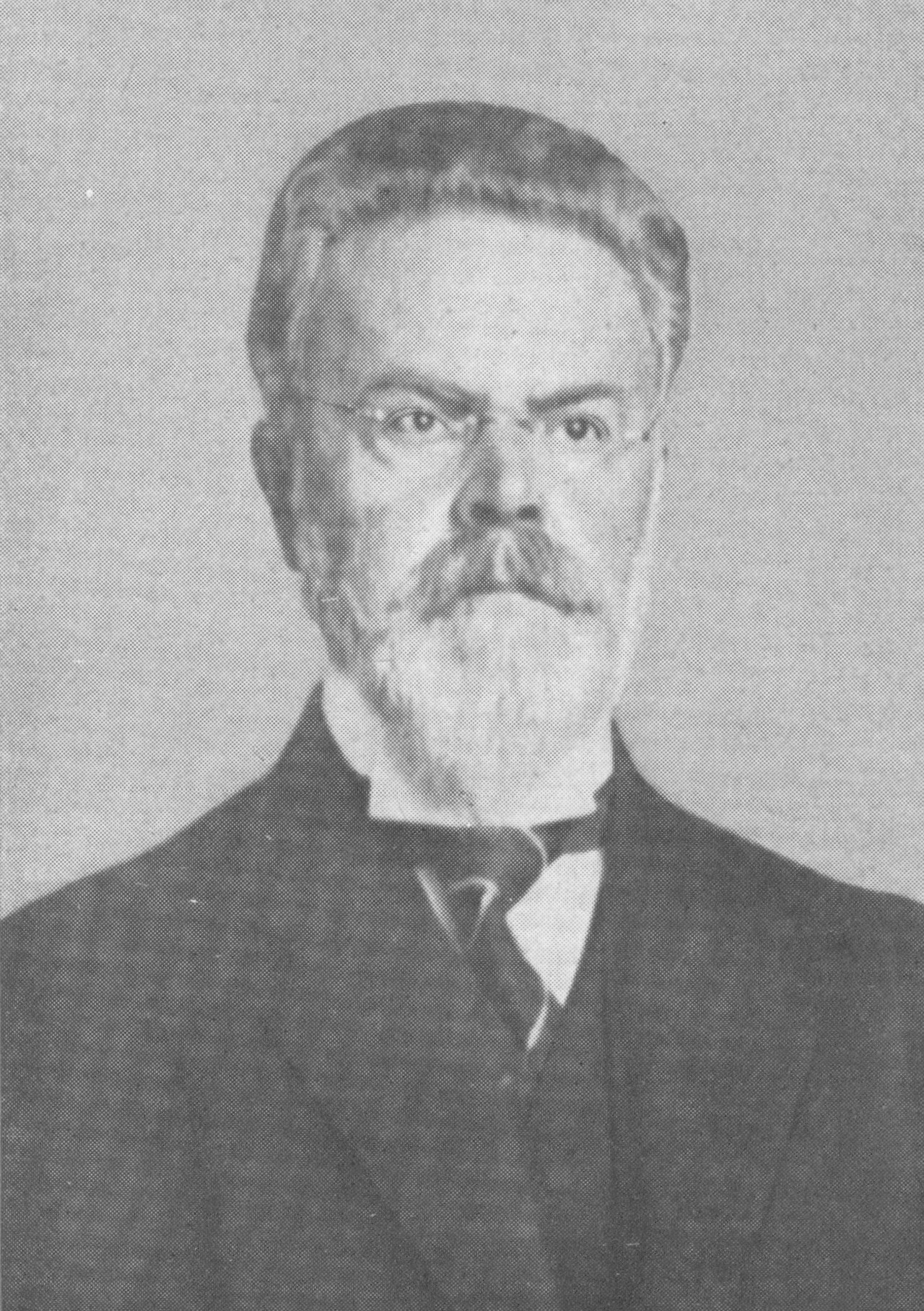
Carl Johannes Fuchs

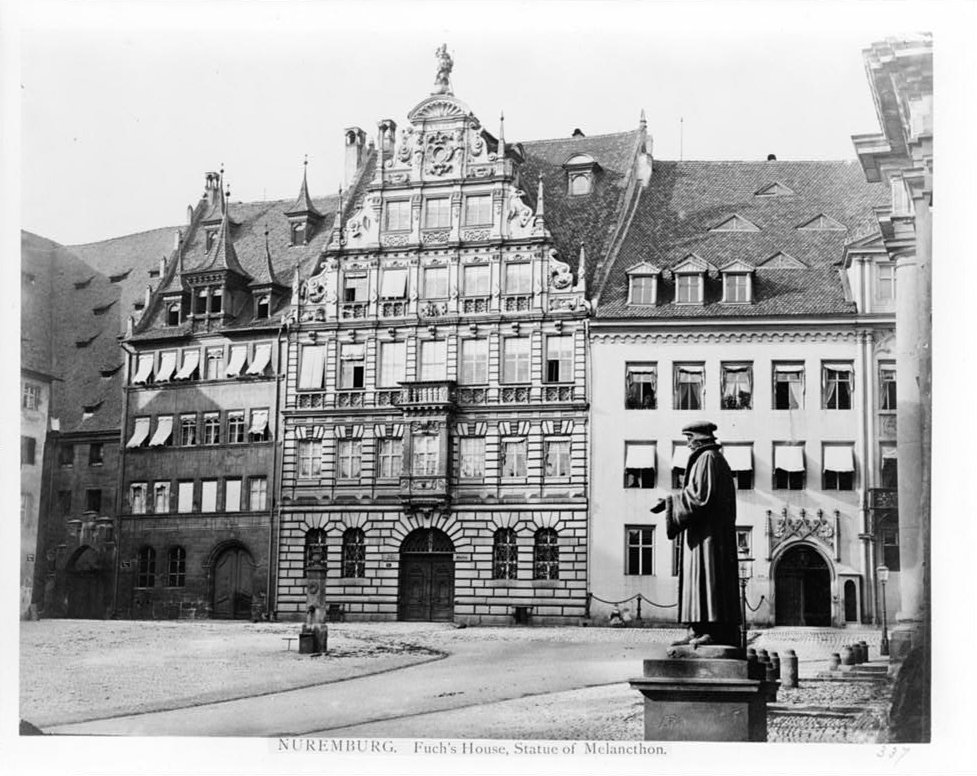
Pellerhaus zwischen 1860 und 1890

Carl Johannes Fuchs (* 7. August 1865 in Nürnberg; † 4. Dezember 1934 in Tübingen) war ein deutscher Nationalökonom.

## Familie
Carl Johannes Fuchs stammte aus einer alteingesetzten Nürnberger Familie. Er wurde am 7. August 1865 in Nürnberg geboren und wuchs als Einzelkind im Pellerhaus am Nürnberger Egidienberg auf, das seit 1838 im Besitz seiner Familie war. Sein Vater war der Nürnberger Großkaufmann und ehrenamtliche Magistratsrat Johannes Karl Fuchs, der mit Louise Maria Friederike, geb. Waydeln, verheiratet war, die ebenfalls aus einer Nürnberger Kaufmannsfamilie stammte. Sein Urgroßvater war Pfarrer von St. Egidien in Nürnberg.
Fuchs war seit 1895 mit der Hamburgerin Bertha Eimbcke (1863–1946) verheiratet. Die Ehe blieb kinderlos.

## Werdegang
Fuchs besuchte das Nürnberger Melanchthon-Gymnasium, an dem er 1883 sein Abitur ablegte. 1882 verkaufte die Familie das Pellerhaus an den Möbelfabrikanten Georg Eysser, von dessen Erben es die Stadt Nürnberg 1929 erwarb.
Fuchs studierte ab dem Wintersemester 1883/84 Philosophie und Rechts- und Staatswissenschaften an der Universität München. Ab 1886 setzte er sein Studium in Straßburg fort. Dort promovierte er 1888 mit dem Dissertationsthema  Geschichte des Bauernstandes in Pommern und Rügen bis zum Dreißigjährigen  Krieg. Nach Studienaufenthalten in England und an der Universität Berlin habilitierte er 1889 in Straßburg und wurde dort 1890 Privatdozent. 1891 war er außerordentlicher und 1893–1897 ordentlicher Professor in Greifswald, 1897–1908 als Nachfolger von Max Weber Lehrstuhlinhaber für Nationalökonomie an der Universität Freiburg im Breisgau, 1908–1933 ordentlicher Professor für Volkswirtschaftslehre und Finanzwissenschaft in Tübingen. 1914/15 war er Rektor der Universität Tübingen.
Auslandsreisen führten ihn unter anderem 1893 in die USA und nach Kanada. Sein Plan, Ostasien zu bereisen, wurde durch den Ersten Weltkrieg verhindert.
1933 wurde er in Tübingen emeritiert, wo er am 4. Dezember 1934 verstarb.
Fuchs war Initiator der sogenannten Sammlung Fuchs für ostasiatische Kunstwerke.

## Werke (Auswahl)
- Der Untergang des Bauernstandes und das Aufkommen der Gutsherrschaften. Nach archivalischen Quellen aus Neu-Vorpommern und Rügen. Straßburg 1888 (online).
- Die geschichtlichen Grundlagen der deutschen Wirtschaftspolitik. In: Handbuch der Politik, Berlin und Leipzig 1914
- Ländliche Wohlfahrtspflege, ländliche Arbeiterfrage und innere Kolonisation. In: Handbuch der Politik, Berlin und Leipzig 1914.
- Heimatschutz und Volkswirtschaft. In: Schwäbisches Heimatbuch (1928), S. 65–70.